# Прапор Новопсковського району
Пра́пор Новопско́вського райо́ну — один із символів Новопсковського району Луганської області.

## Опис
Прапор являє собою прямокутне полотнище зі співвідношенням ширини до довжини — 2:3 синього кольору, в центрі якого розміщено зображення малого герба району. Малий герб Новопсковського району являє собою геральдичний щит зеленого кольору з золотим снопом достатку, перев'язаним червоною стрічкою.
З трьох сторон прапор обрамлений золотими торочками, крім того до прапора кріпляться дві (зверху та знизу) золоті смуги, що складають половину ширини прапора. До смуг крімляться китиці.

## Символіка
- Синій колір є символом величі, ясності і краси.
- Зелений колір — символ надії, достатку, родючості та свободи.
- Сніп достатку символізує багатство ланів та людську працю.
- Китиці та стрічки символізують мир, злогоду та багатство.